# Forum van gasexporterende landen
Het Forum van gasexporterende landen (Engels: Gas Exporting Countries Forum, GECF) is een samenwerkingsverband van landen die aanzienlijk veel aardgas produceren. De lidstaten beschikken over meer dan 70% van de gasvoorraden in de wereld. Rusland, Iran en Qatar nemen daarbij al 57% voor hun rekening waardoor het forum in feite een OPEC-achtig kartel vormt.

## Organisatiestructuur
Het hoogste orgaan van het GECF is een ministervergadering. Het werk wordt tussen deze vergaderingen door georganiseerd door het secretariaat dat in Doha, de hoofdstad van Qatar gevestigd is. De voorzitter van het GECF is Abdullah Bin Hamad Al-Attiyah, de vicevoorzitter is Chakib Khelil en de secretaris-generaal is Leonid Bokhanovsky.
Het GECF heeft de volgende ministervergaderingen gehad:
| Stad          | Land               | Jaar            |
| ------------- | ------------------ | --------------- |
| Teheran       | Iran               | 2001            |
| Algiers       | Algerije           | 2002            |
| Doha          | Qatar              | 2003            |
| Caïro         | Egypte             | 2004            |
| Port of Spain | Trinidad en Tobago | 2005            |
| Doha          | Qatar              | 2007            |
| Moskou        | Rusland            | 2008            |
| Doha          | Qatar              | 2009 (juni)     |
| Doha          | Qatar              | 2009 (december) |
| Oran          | Algerije           | 2010 (april)    |
| Doha          | Qatar              | 2010 (december) |